# Ambeodontus tristis
Ambeodontus tristis är en skalbaggsart som först beskrevs av Fabricius 1775.  Ambeodontus tristis ingår i släktet Ambeodontus och familjen långhorningar. Inga underarter finns listade i Catalogue of Life.